# Herzoglich Sachsen-Ernestinischer Hausorden

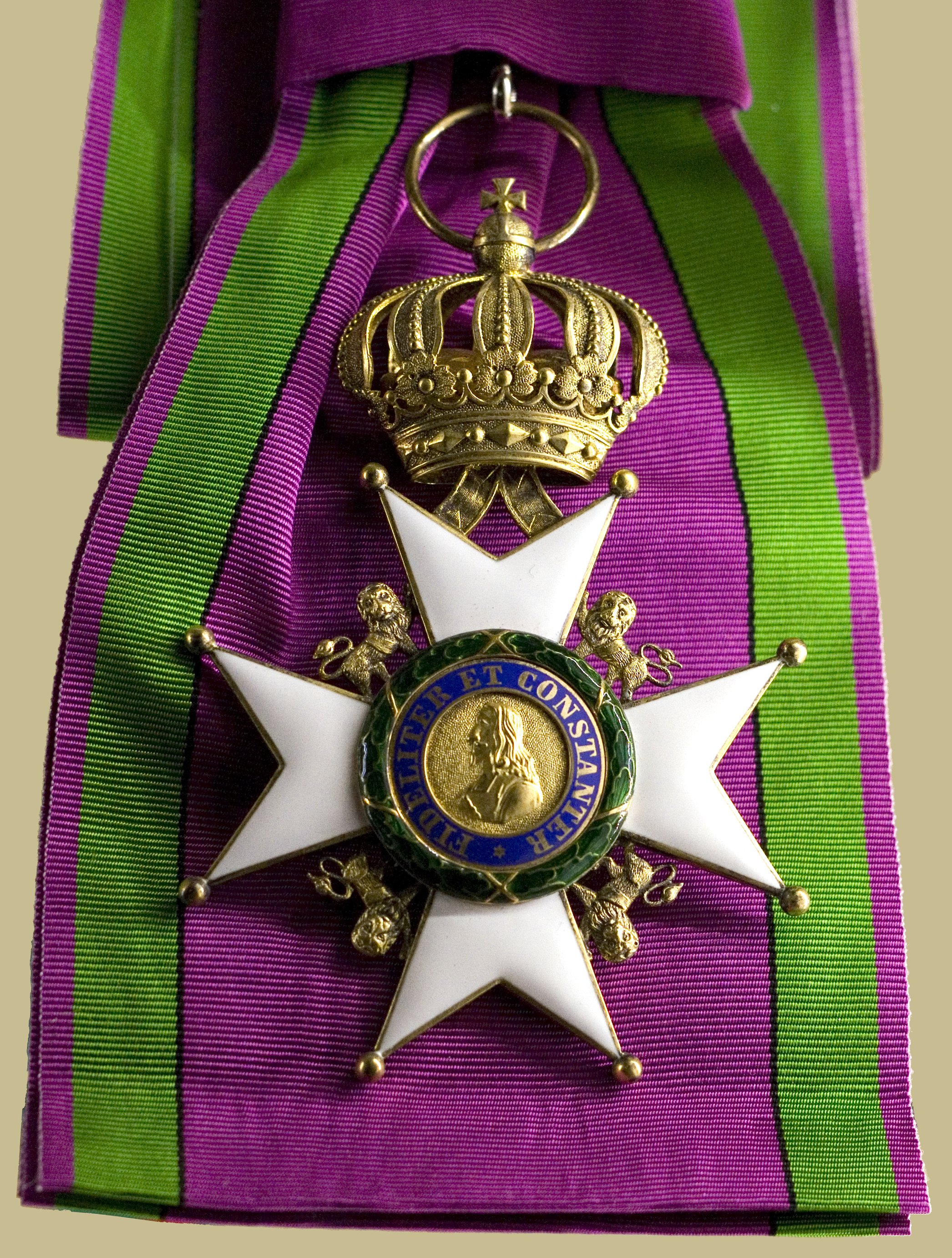
Großkreuz mit Schärpe

Der Herzoglich Sachsen-Ernestinische Hausorden war der gemeinsame Staatsorden der ernestinischen Herzogtümer Sachsen-Altenburg, Sachsen-Coburg und Gotha und Sachsen-Meiningen.

## Geschichte
Friedrich I. von Sachsen-Gotha-Altenburg gründete etwa zwei Jahre vor seinem Tod 1691 den Orden der deutschen Redlichkeit, der bald wieder unterging. Das Zeichen dieses Hofordens war ein auf der Brust getragenes Medaillon mit der Initiale F (Friedrich) im Avers und zwei ineinander geschränkte Hände mit der Umschrift FIDELITER ET CONSTANTER (Treu und standhaft) im Revers.
Das Haus Sachsen-Gotha-Altenburg starb 1825 aus und das Territorium wurde im Teilungsvertrag zu Hildburghausen unter den jüngeren Linien der Ernestiner aufgeteilt. Die Erben Friedrich von Sachsen-Altenburg, Ernst I. von Sachsen-Coburg und Gotha und Bernhard II. von Sachsen-Meiningen stifteten am 25. Dezember 1833 den Ernestinischen Hausorden in Erinnerung an das Haus Sachsen-Gotha-Altenburg und als Erneuerung des Ordens der deutschen Redlichkeit. Der Orden diente in erster Linie als Hausorden für vorwiegend männliche Mitglieder der drei ernestinischen Linien sowie als Verdienstorden für Staatsdiener.

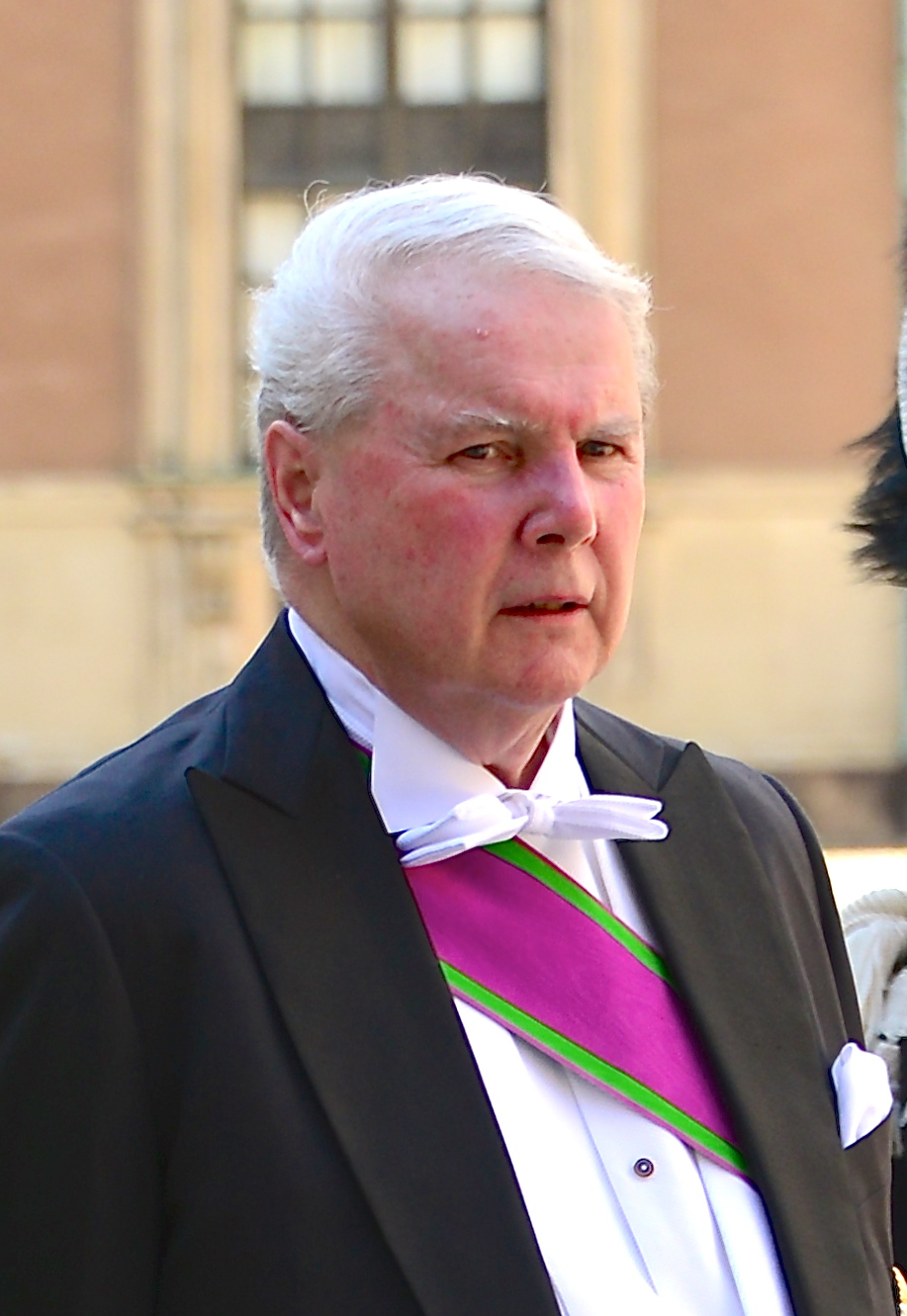
Andreas Prinz von Sachsen-Coburg und Gotha mit Ordensband (2013)

Nach der Novemberrevolution 1918 als inoffizieller Hausorden weiter verliehen, besonders von Herzog Carl Eduard von Sachsen-Coburg und Gotha. Dies wurde um 1936 von Hitler verboten. Erst nach 1955 wurden die Verleihungen wieder aufgenommen, diesmal durch die Herzogin-Witwe Clara Maria von Sachsen-Meiningen (1895–1992), die sie im Namen ihres Sohnes Friedrich Alfred († 1997, der als Kapuzinermönch lebte), vornahm. Außer ihren Enkeln aus der Familie Habsburg wurden noch etwa zwanzig Personen ausgezeichnet (ausschließlich Großkreuze).
Als Nachfolgeorden stiftete Andreas Prinz von Sachsen-Coburg und Gotha 2006 den Herzoglich Sachsen-Coburg und Gotha’schen Hausorden.

## Ordensklassen

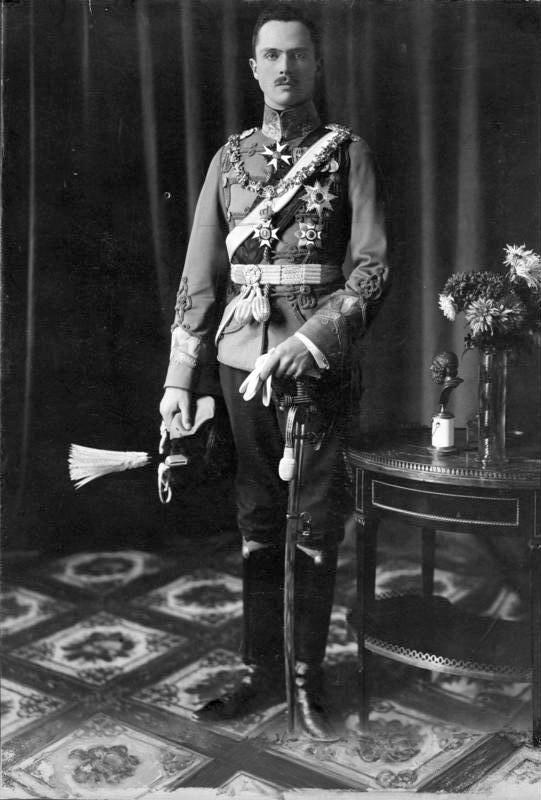
Carl Eduard (Sachsen-Coburg und Gotha) mit dem Großkreuz des Ernestinischen Hausordens, 1906

Der Orden hatte ursprünglich vier Klassen, zu deren Mitgliedern jeder der drei Herzöge nur eine bestimmte Zahl von Untertanen ernennen durfte, die einen bestimmten Rang einnehmen mussten:
- Großkreuz (je 3), besonders verdienstvolle wirkliche Geheimräte oder Minister, zusätzlich die volljährigen Prinzen der drei Häuser
- Komtur I. Klasse (je 4), wirkliche Geheimräte oder Minister
- Komtur II. Klasse (je 6), im Rang eines Präsidenten oder Direktors eines Kollegiums, Obersten oder Oberstleutnants
- Ritter (je 12)
  - Verdienstkreuz, für niedere Beamte und Militärs
  - Verdienstmedaille

Die Verleihung des Großkreuzes brachte den erblichen Adel.
Die Verleihungen wurden den anderen Herzögen mitgeteilt. Im Falle von Ausländern war die Zahl der Ordensmitglieder unbegrenzt, mindestens zwei der drei Herzogtümer mussten jedoch zustimmen. Um 1890 schuf man auch die 5. Klasse: die Ritter II. Klasse.

## Ordensdekoration
Das Ordenskreuz ist ein weiß emailliertes Malteserkreuz mit schreitenden goldenen Löwen in den Winkeln. Im Avers zeigt das Mittenmedaillon ein goldenes Brustbild des nach rechts schauenden Herzogs Ernst des Frommen, von einem blau emaillierten Band mit der Ordensdevise FIDELITER ET CONSTANTER (Treu und standhaft) in goldenen Buchstaben umgeben. Um das ganze Mittenmedaillon läuft ein grün emaillierter Eichenkranz mit goldenen Adern. Im Revers zeigt das Medaillon des Kreuzes das sächsische Rautenwappen, von einem blauen Ring mit der Inschrift 25. December 1833 und dem gleichen Eichenkranz wie der des Averses umgeben. Als besondere Auszeichnung konnte das Großkreuz mit Brillanten verliehen werden. Das Ordenszeichen hängt an einer goldenen Königskrone.
Das Verdienstkreuz ist aus Silber und ohne Krone, Löwen und die Kugeln auf den Spitzen. Die Medaille zeigt im Avers das Porträt eines der drei Stifter (je nach verleihender Linie) und im Revers das Kreuz und die Devise des Ordens.
Bis um 1864 wurden die altenburgischen Verleihungen mit dem Buchstaben F (Friedrich) auf dem oberen Kreuzarm des Averses, die gothaischen mit dem Buchstaben E (Ernst) und die meiningischen mit dem Buchstaben B (Bernhard) gekennzeichnet. Bei Verleihungen der Ordenszeichen an Ausländer fehlten die Eichenkränze.
Nach 1850 wurde der Orden um eine Kriegsdekoration erweitert: die Schwerter am Ring (gekreuzte goldene Schwerter unter der Krone der Aufhängung) und Schwerter zum Kreuz (goldene Schwerter zwischen den Armen des Kreuzes und auf dem Ordensstern unter dem Medaillon). Militärs erhielten den Orden mit einem Lorbeerkranz statt des oben beschriebenen Eichenkranzes.
Der Ordensstern der Großkreuze ist achtstrahlig mit abwechselnd silbernen und goldenen Strahlen. Er trägt ein weißes Ordenskreuz, dessen Mittenmedaillon das gleiche (mit den beiden Kränzen und der Ordensdevise) wie beim Ordenszeichen war, jedoch mit der sächsischen Rautenkrone in seiner Mitte statt des Herzogsbildes.
Der Ordensstern der Komture I. Klasse war bis 1864 nur ein facettiertes Kreuz mit der Rautenkrone und der Ordensdevise im Mittenmedaillon, ohne den unterliegenden Stern. Um 1865 führte man für diese Klasse einen rhombischen Stern mit darauf liegendem Kreuz ein.
Es gab auch ein Prinzessinenkreuz (eigentlich nur ein Abzeichen, denn weibliche Trägerinnen waren in den Statuten nicht vorgesehen): es ist ein kleines Kreuz des Modells vom Ordensstern, schräg gelegt (es gab auch andere Ausführungen mit geradestehendem Kreuz) und von einem grün emaillierten Band mit der Ordensdevise umgeben. Das Kreuz hängt an einer Königskrone, die von einer in Gold gearbeiteten Schleife überhöht ist.

## Trageweise

Ordensband

Großkreuze trugen das Kreuz am Schulterband und Komture am Hals. Das Ritterkreuz, das Verdienstkreuz und die Verdienstmedaille wurden im Knopfloch oder an der linken Brust getragen, das Prinzessinnenkreuz an einer Damenschleife.

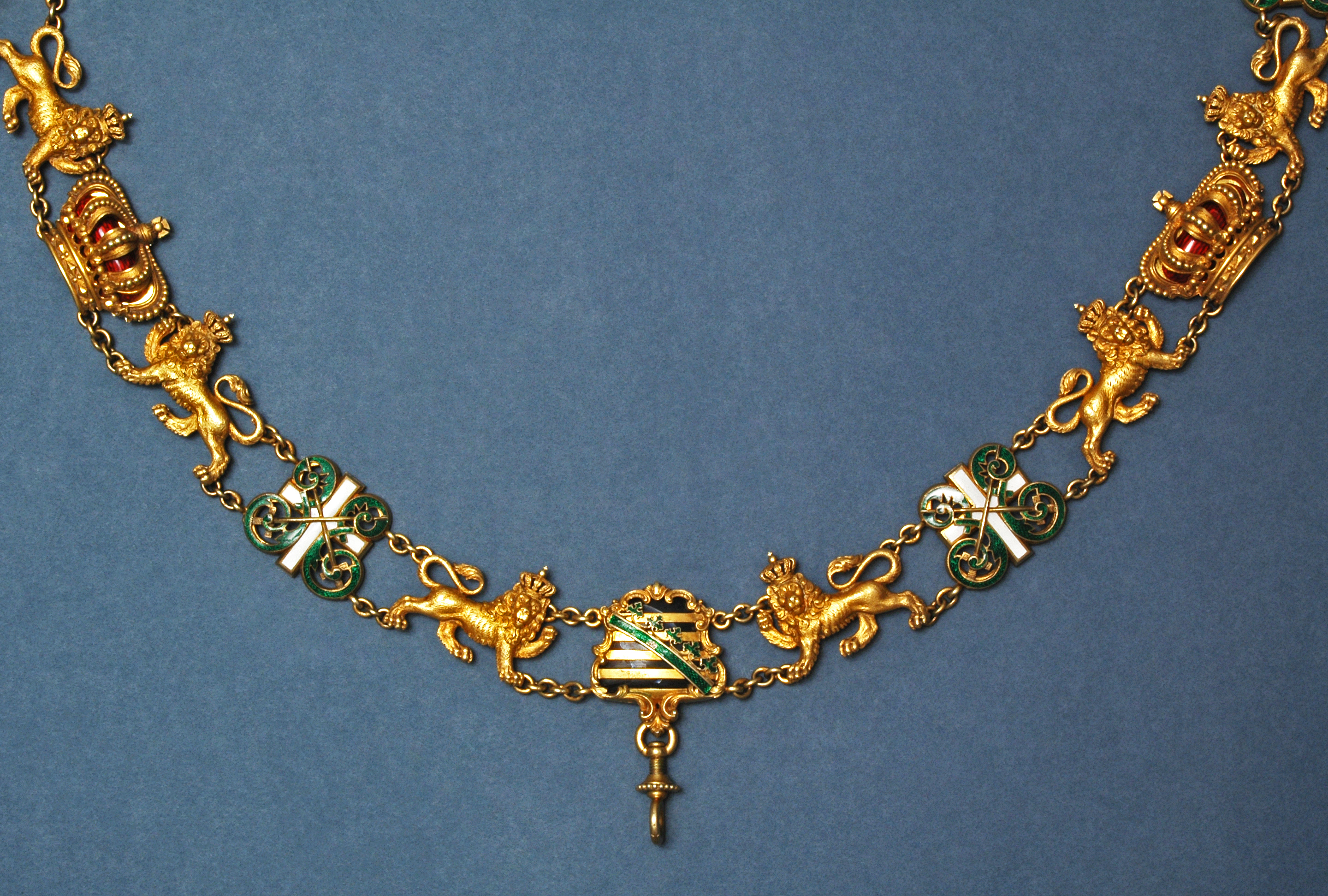
Collane

Das Ordensband ist karmesinrot dunkelgrünen Randstreifen.
Bei Festlichkeiten trugen die drei Herzöge und ebenbürtige Fürsten das Großkreuz an der Collane. Sie besteht aus weiß emaillierten Kreuzen mit dem Buchstaben E, goldenen Kronen und schreitenden goldenen Löwen, das Ordenszeichen hängt an einem Schild mit dem sächsischen Rautenwappen.

## Bekannte Träger
Siehe: Träger des Herzoglich Sachsen-Ernestinischen Hausordens
Die Ordensträger wurden in den Staatshandbüchern der drei ernestinischen Herzogtümer aufgeführt.